# Disulfure de fer
Pour les articles homonymes, voir Sulfure de fer.
Le disulfure de fer est un composé chimique de formule FeS2, constitué du cation de fer Fe2+ et de l'anion disulfure S22−. Il se présente sous la forme d'un solide combustible cristallisé inodore, pratiquement insoluble dans l'eau, ayant la couleur du laiton. Il constitue deux minéraux, la pyrite et la marcassite.
Il peut être obtenu en faisant réagir du sulfure de fer FeS avec du soufre élémentaire :
FeS + S → FeS2.
Il peut également être obtenu en faisant passer du sulfure d'hydrogène H2S sur de l'oxyde de fer(III) Fe2O3 porté au rouge :
Fe2O3 + H2S → FeS2 + 3 H2O + H2.
Par chauffage, le disulfure de fer libère son soufre et brûle en libérant du dioxyde de soufre SO2 et de l'oxyde de fer(III) Fe2O3 :
4 FeS2 + 11 O2 → 2 Fe2O3 + 8 SO2.
Il était autrefois largement utilisé pour la production d'acide sulfurique H2SO4, et sert aujourd'hui essentiellement à réaliser des accumulateurs lithium-ion dits « lithium-sulfure de fer », dont la cathode est constituée de disulfure de fer FeS2.

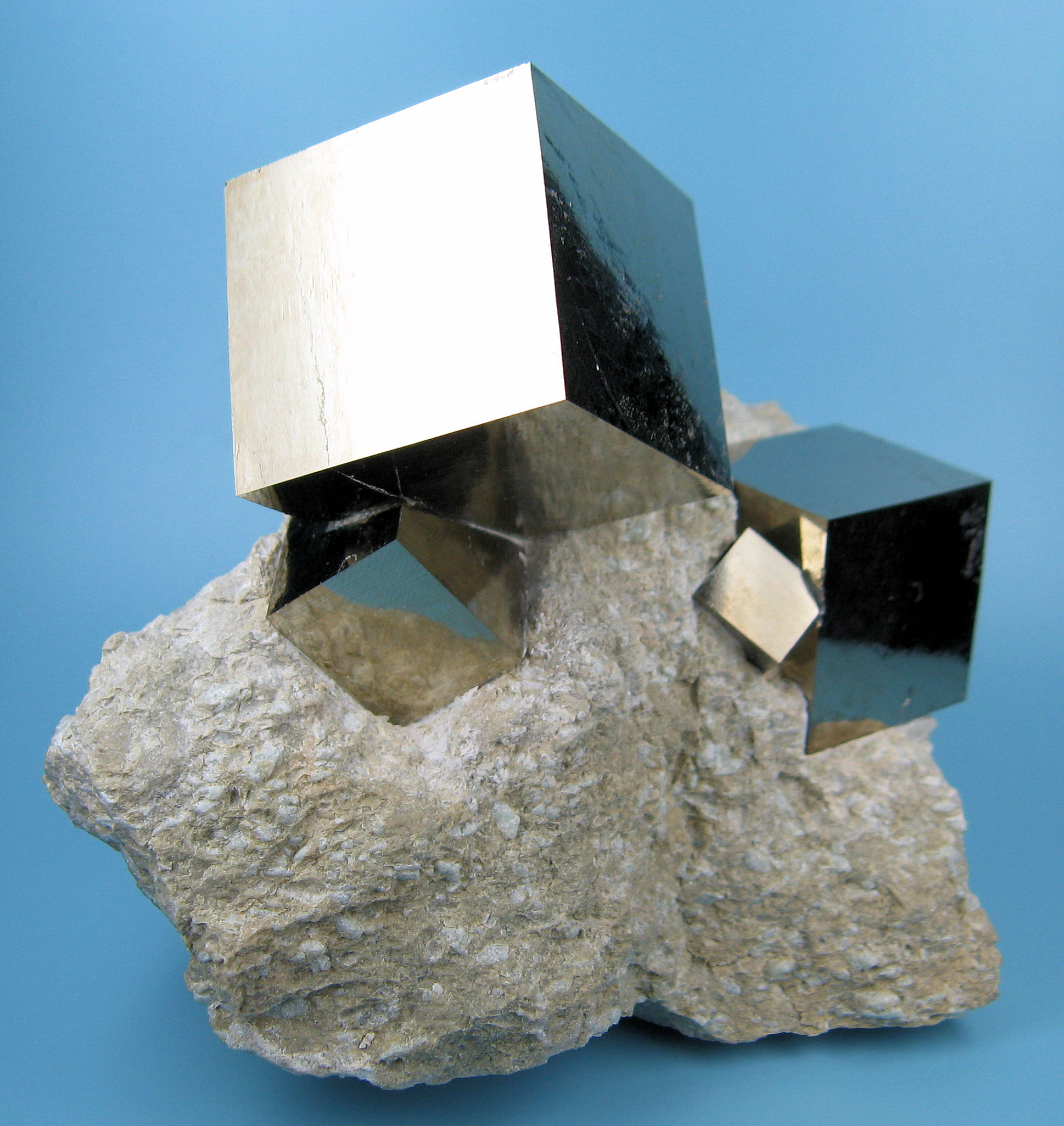
Pyrite cubique
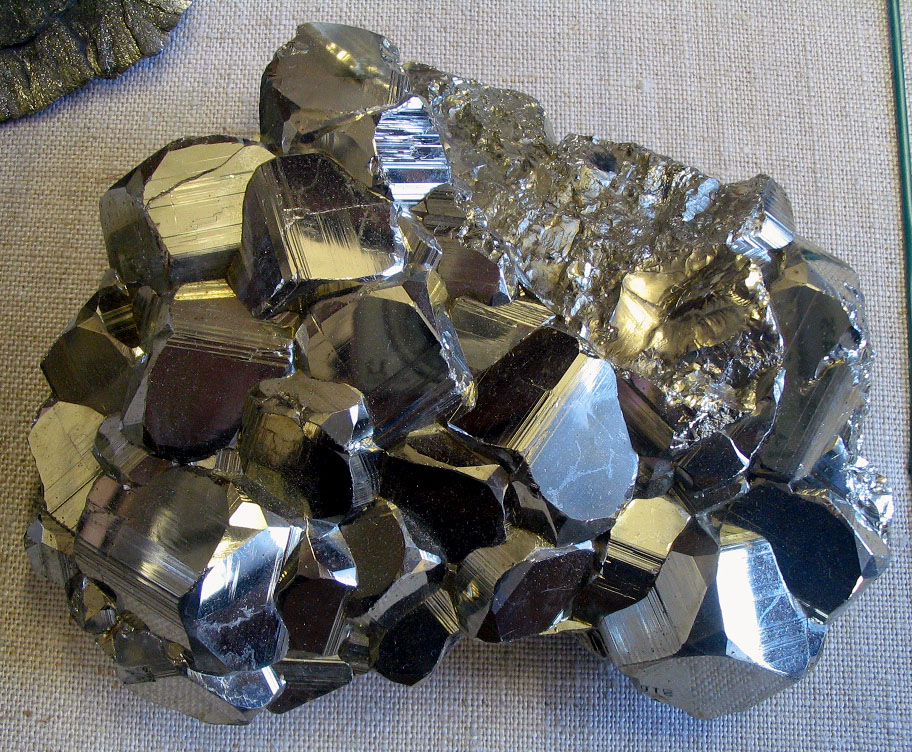
Pyrite dodécaédrique
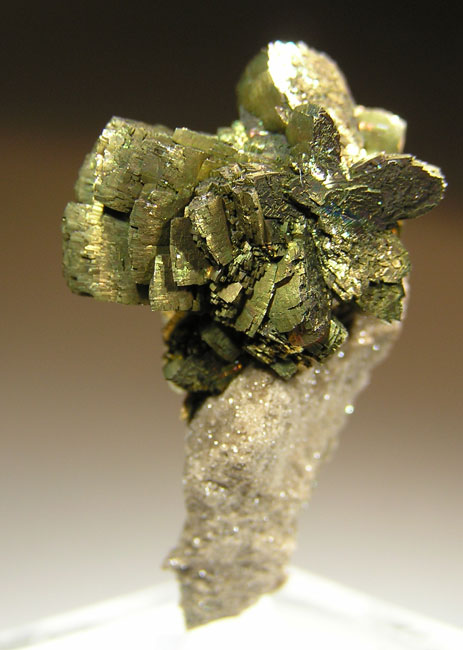
Marcassite